# St. Georgen bei Salzburg
St. Georgen bei Salzburg é uma freguesia na Áustria no estado de Salzburg-Umgebung com 2.838 habitantes (censo 1.1.2011).

## Geografia

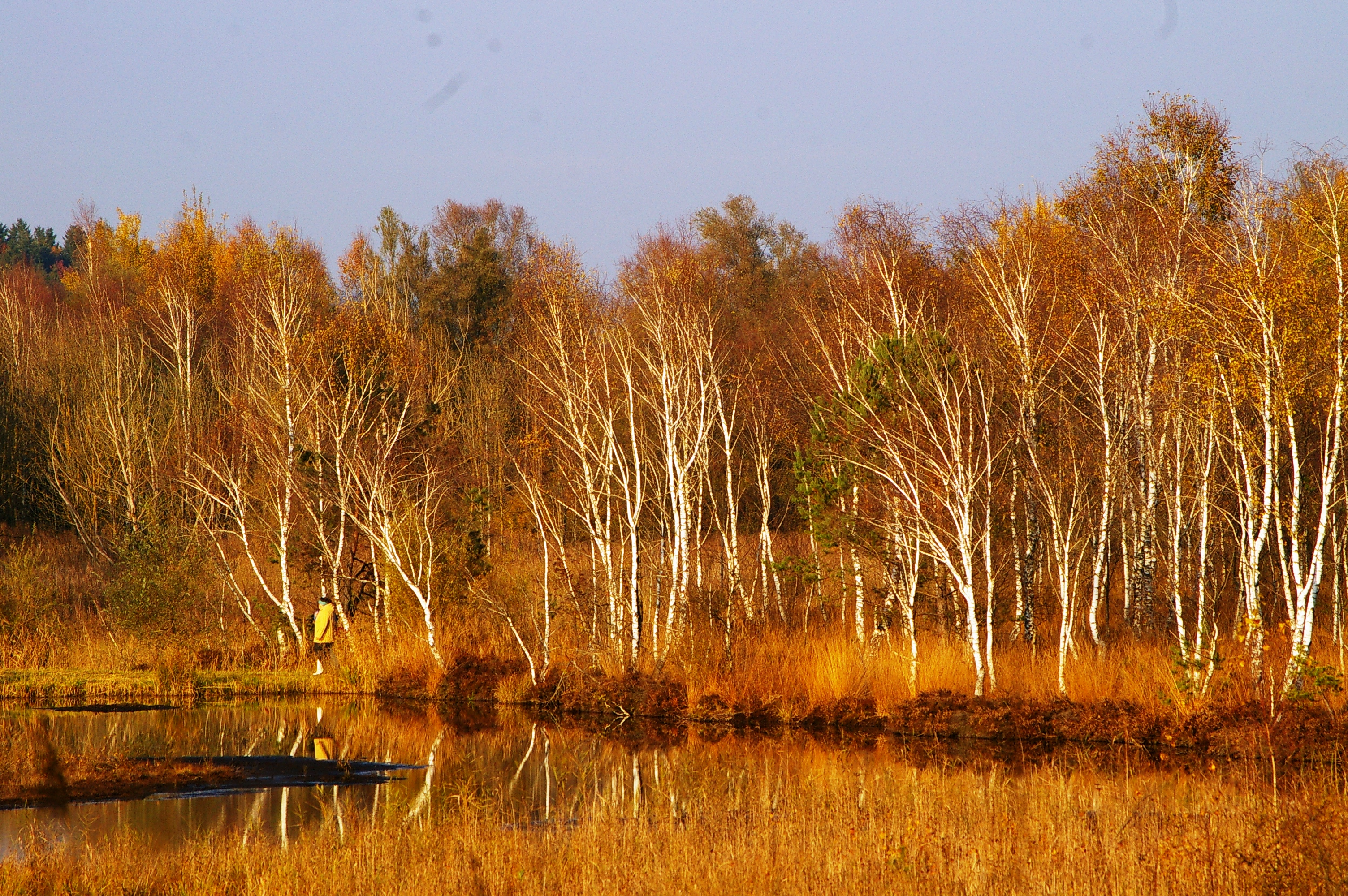
Área protegida de Weidmoos

A freguesia fica nos Alpes austríacos, na margem direita do rio Salzach, muito perto do estado da Alta Áustria e da Alemanha. St. Georgen bei Salzburg é uma freguesia muito rural com muitas pequenas aldeias. A maior parte da região é usada para a agricultura. Além disso existem algumas áreas arborizadas.
No Sudoeste da freguesia o rio Salzach constitui a fronteira com Alemanha. O segundo rio digno de ser mencionado é o Moosach. St. Georgen também tem uma porção de Weidmoos, uma área de natureza protegida por causa da sua diversidade de pássaros.
St. Georgen consiste em três Katastralgemeinden (sub-freguesias):
- Holzhausen
- Jauchsdorf
- St. Georgen

As aldeias seguintes fazem parte da freguesia de St. Georgen bei Salzburg:
- Aglassing
- Au
- Bruckenholz
- Helmberg
- Holzhausen
- Irlach
- Jauchsdorf
- Königsberg
- Krögn
- Moospirach
- Obereching
- Ölling
- Roding
- Sankt Georgen bei Salzburg
- Seethal
- Untereching
- Vollern

As freguesias vizinhas são St. Pantaleon, Lamprechtshausen, Bürmoos, Oberndorf bei Salzburg e Laufen (Baviera).

## História
Na área de St. Georgen bei Salzburg já foram descobertos restos da civilização da Idade do Bronze, um cemitério de cerca de 800 a. C., e campas bávaras dos séculos VI e VII a.C. A igreja foi mencionada pela primeira vez no ano 789.
No dia 19 de Julho 1997 o artista alemão Gunter Demnig instalou duas pedras de tropeção para recordar os dois Testemunhas de Jeová Johann e Matthias Nobis, que foram executados pelos nacional-socialistas no ano 1940. A instalação dessas duas pedras foi impulsionada por Andreas Maislinger, o fundador da Associação de Serviços Alternativos no Estrangeiro. Em 2009, a ponte que liga St. Georgen com St. Pantaleon e que é situada perto dum antigo campo dos nacional-socialistas, foi declarada uma ponte da recordação. A freguesia está bem ligada aos transportes públicos pelos comboios suburbanos de Salzburgo.

## Atrações e turismo
Em St. Georgen há um museu sobre a freguesia (Heimatmuseum) e um museu sobre Georg Reindl, um escritor austriaco. De 2003 a 2006 o "simpósio de Georg Rendl". Atrações turísticas são o Weidmoos, que faz parte do maior conjunto de pântanos na Áustria, e a reserva natural ao longo do rio Salzach. 

## Personalidades ilustres
- Friedrich Lepperdinger (* 1927), historiador
- Andreas Maislinger (* 1955), historiador e cientista da política

Pessoas ligadas à freguesia:
- Georg Rendl (1903–1972), escritor, viveu desde 1938 até ao ano da sua morte em Sankt Georgen bei Salzburg
- Franz Scharl (* 1958), Bispo-auxiliar de Viena, cresceu em Sankt Georgen bei Salzburg
- Karlheinz Schönswetter (1941–2006), artista, viveu a partir do início dos anos 80 até a sua morte em Sankt Georgen bei Salzburg